# 富安花園
富安花園（英語：Chevalier Garden）是香港的一個私人參建居屋屋苑，位於新界沙田區馬鞍山大水坑恆信街2號，由其士（香港）有限公司及日本國土開發株式會社組成的「偉佳發展有限公司」發展，關吳黃建築師事務所設計，屬居者有其屋計劃（第八期丙、第九期乙），於1987年落成入伙。屋苑共有17座樓宇，總共分為2期；第1期（1–10座）；第2期 （11–17座）。單位實用面積介乎39至55 m2（420至590 sq ft）。

## 屋苑資料
富安花園分2期發售，第1期（居屋第8期丙）共10座2,010個單位，第2期（居屋第9期乙）共7座1,932個單位。屋苑是其士集團首次參與房屋委員會之「私人參建居屋計劃」。，其後陸續興建將軍澳富康花園、旺角富榮花園、柴灣富怡花園、富景花園及富欣花園、大埔富雅花園、屯門富健花園、沙田富嘉花園和同處馬鞍山的富寶花園
而屋苑在實地興建，而非填海地，屬馬鞍山區内少數建於實地的居屋屋苑。

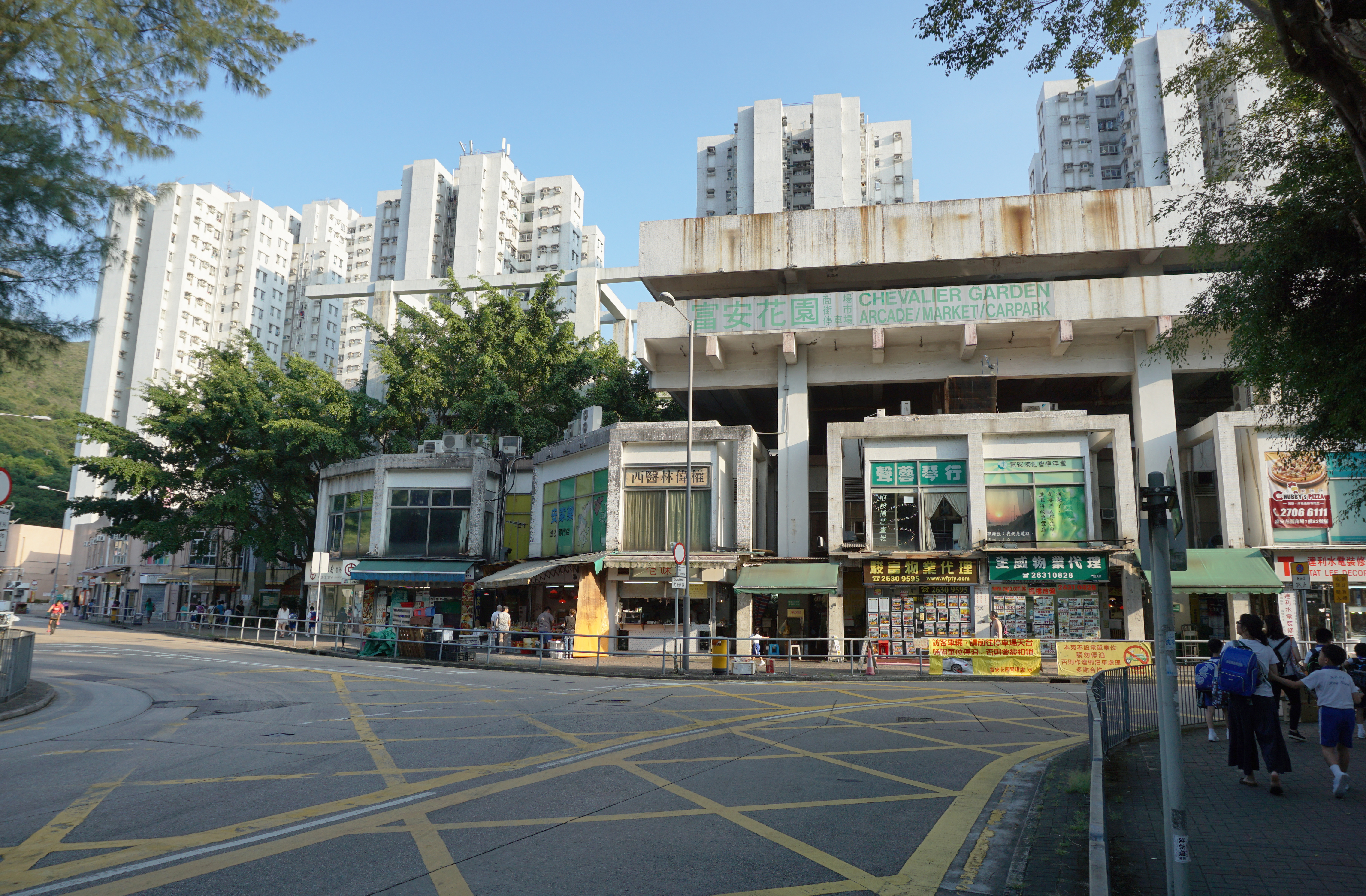
富安花園商場北面

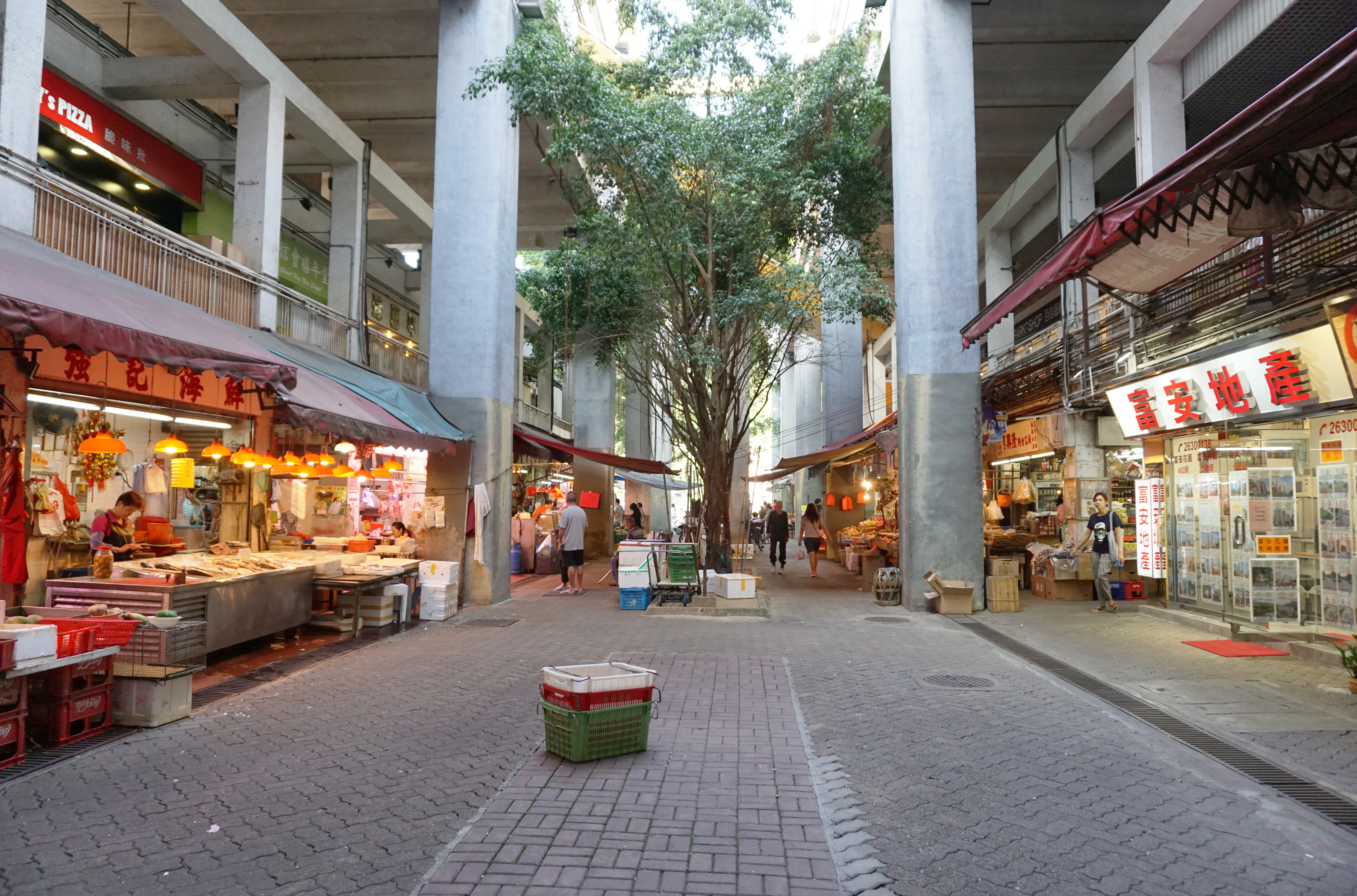
富安花園街市

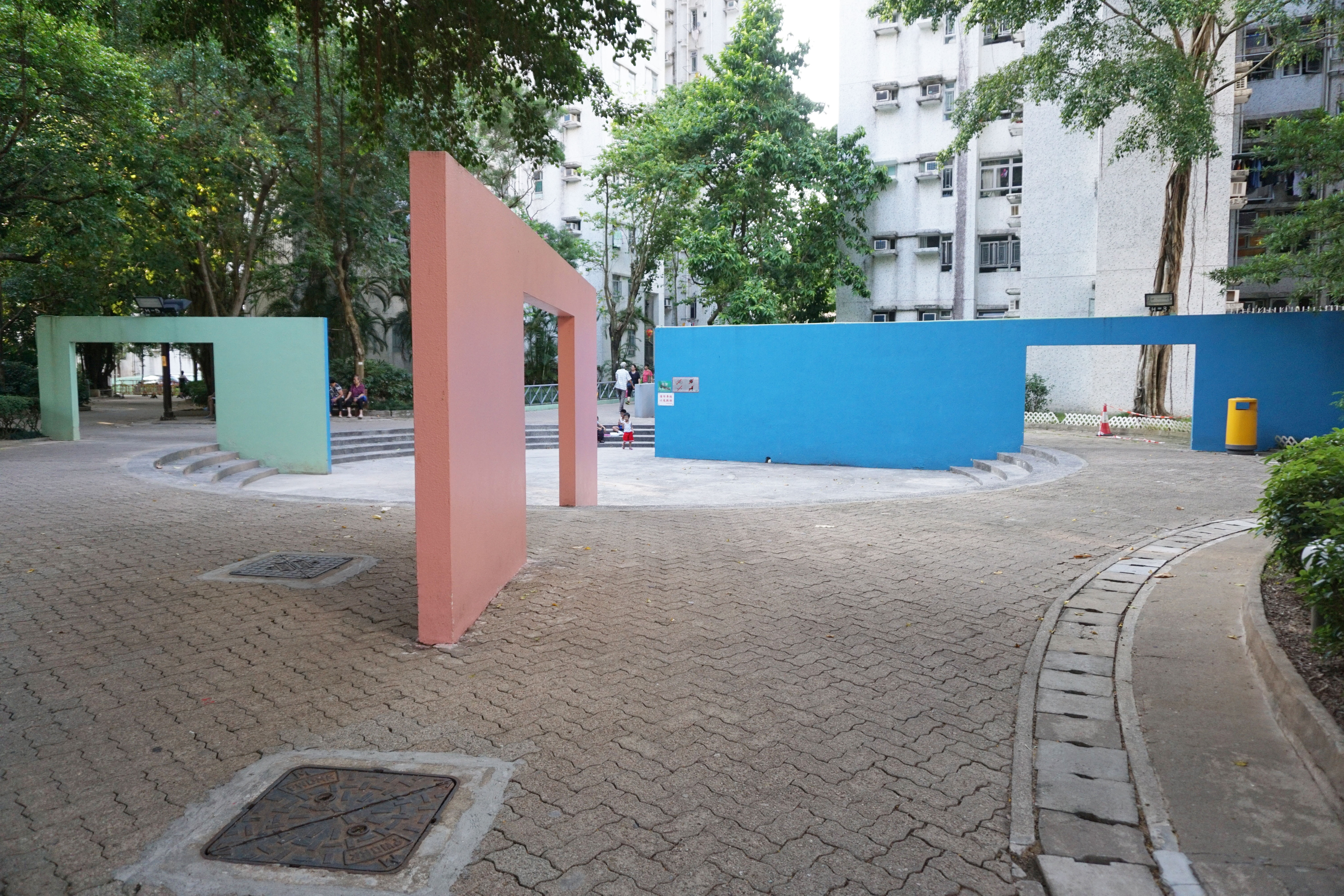
屋苑廣場

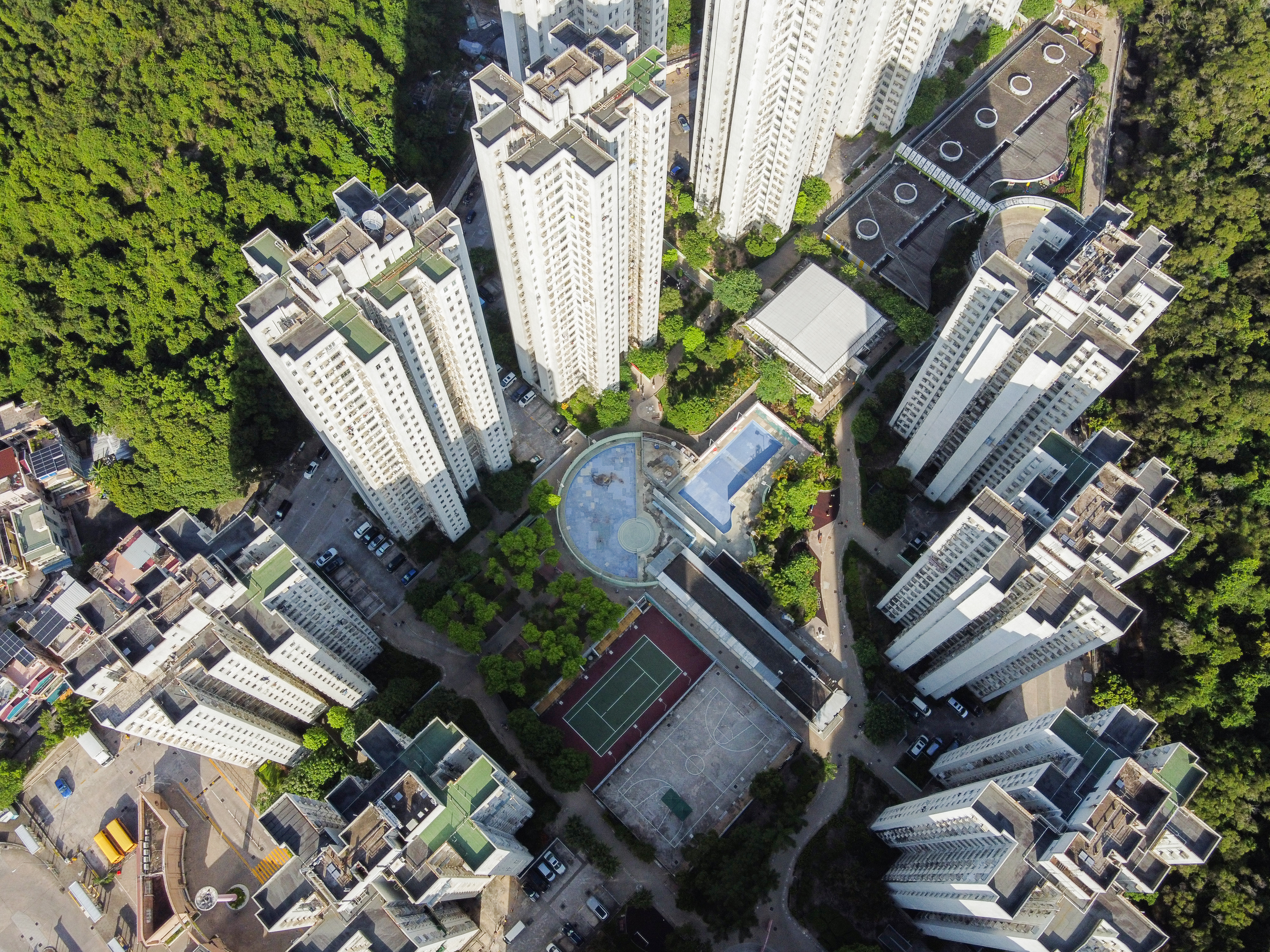
航拍屋苑內園，中央設有游泳池

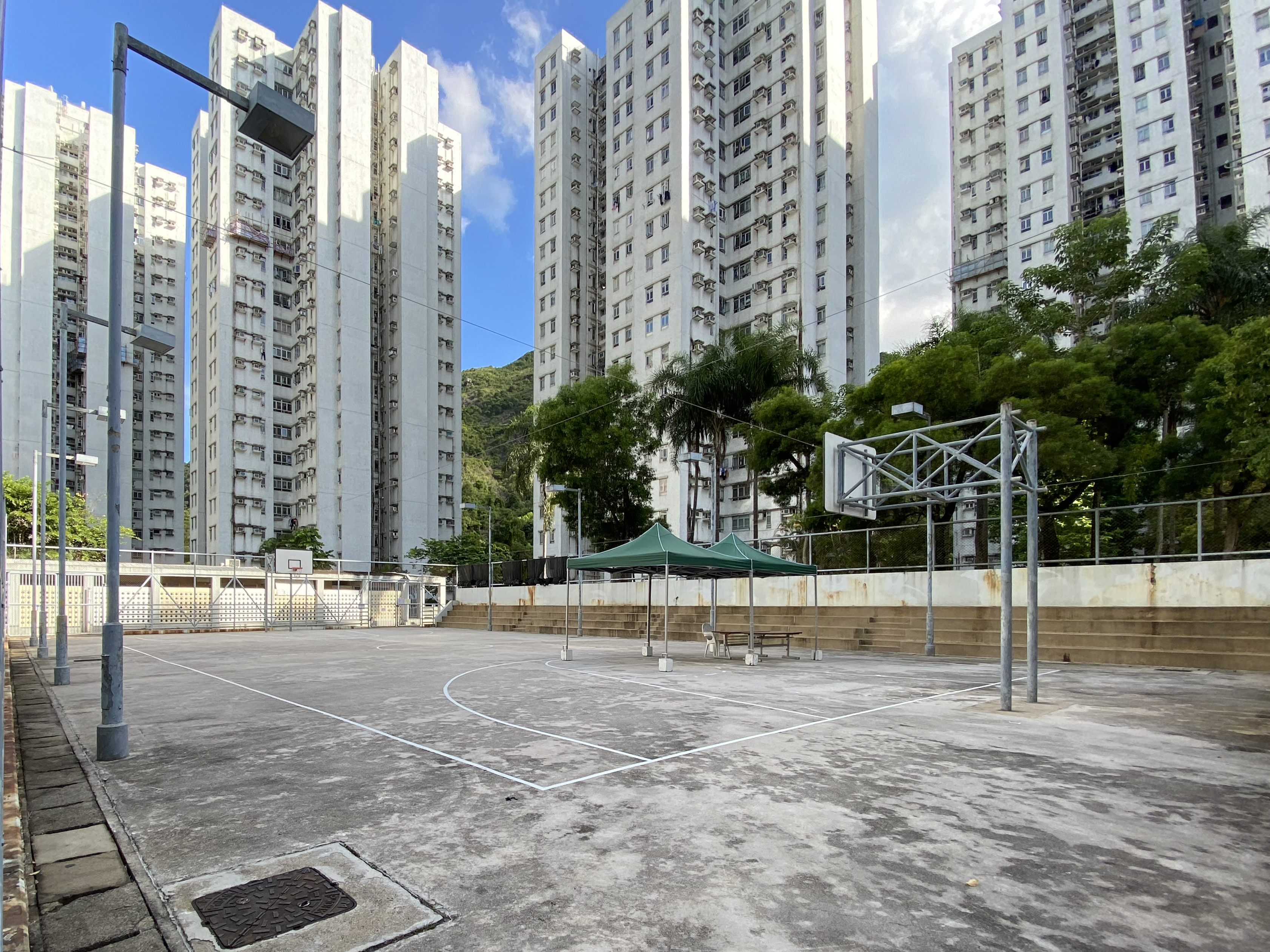
籃球場

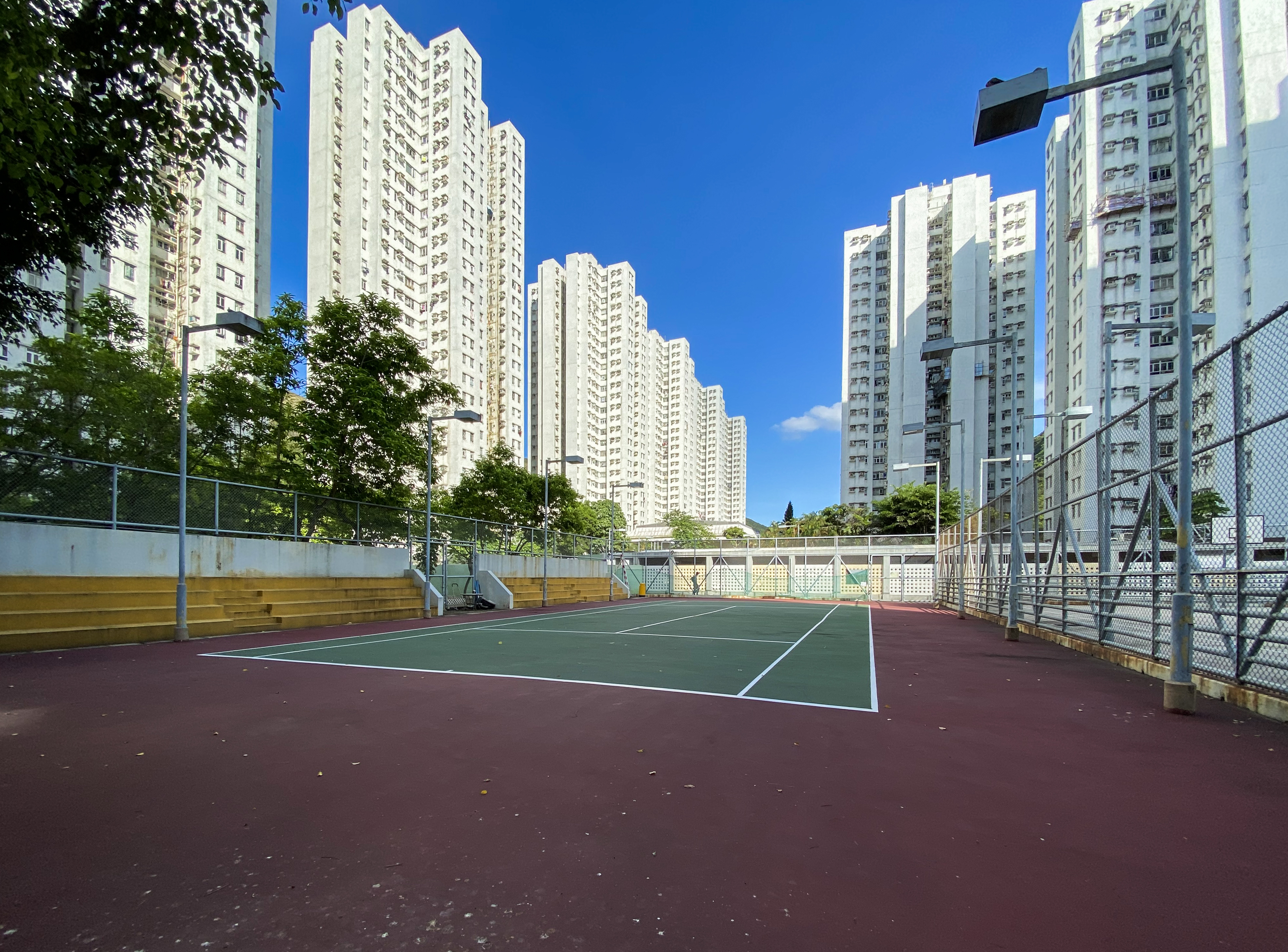
網球場

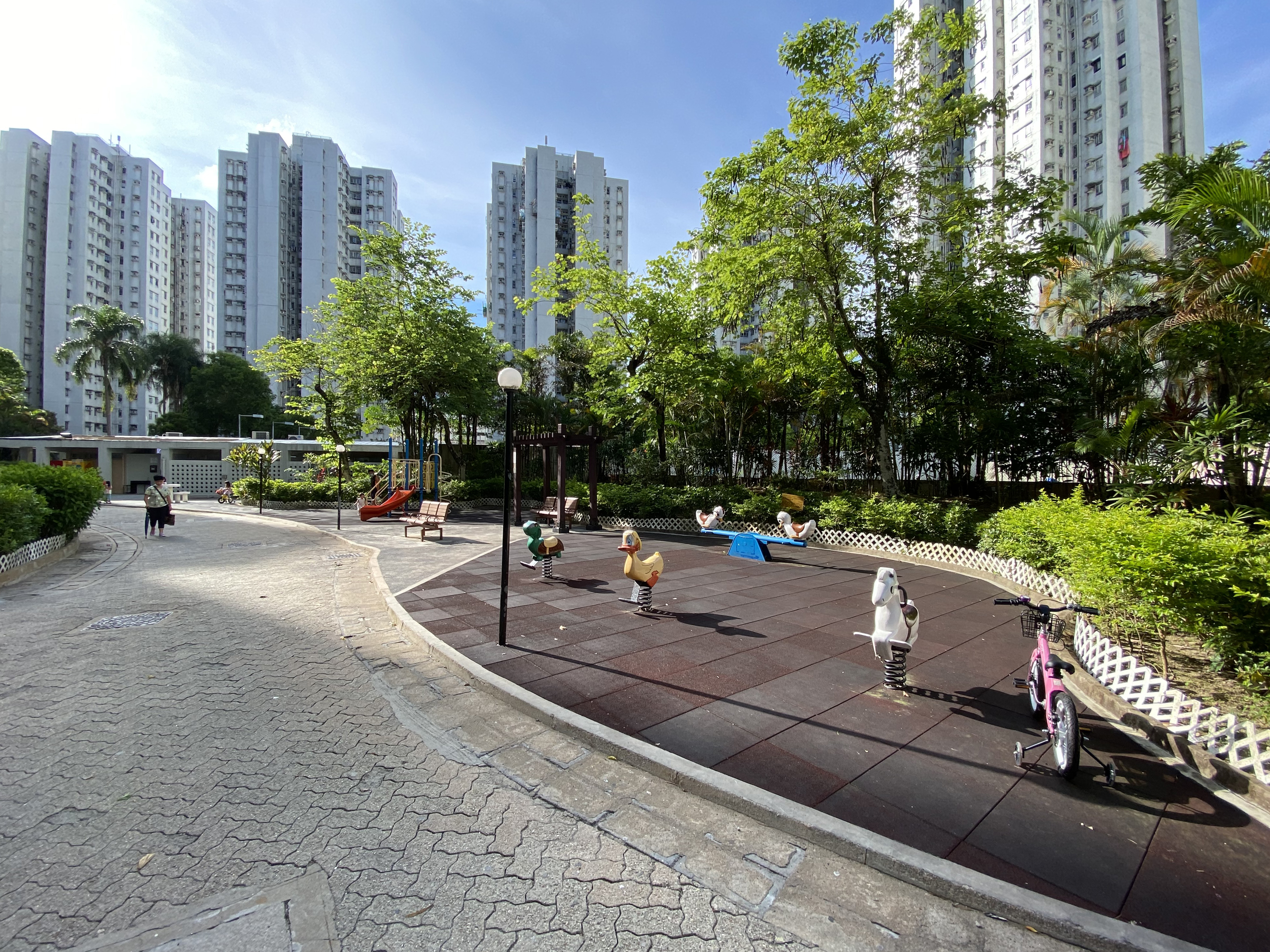
兒童遊樂場

### 樓宇
| 樓宇名稱 | 樓宇類型                      | 落成年份 | 樓宇層數 | 每層伙數                          | 單位數目（伙） | 建築師             | 提供升降機的廠商 | 期數 |
| -------- | ----------------------------- | -------- | -------- | --------------------------------- | -------------- | ------------------ | ---------------- | ---- |
| 第1座    | 私人機構參建居屋計劃 （井型） | 1987年   | 22       | 10（其餘樓層） 9（1樓） 7（地下） | 216            | 關吳黃建築師事務所 | 东芝             | 1    |
| 第2座    | 私人機構參建居屋計劃 （井型） | 1987年   | 21       | 10（其餘樓層） 9（1樓） 7（地下） | 206            | 關吳黃建築師事務所 | 东芝             | 1    |
| 第3座    | 私人機構參建居屋計劃 （井型） | 1987年   | 21       | 10（其餘樓層） 9（1樓） 7（地下） | 206            | 關吳黃建築師事務所 | 东芝             | 1    |
| 第4座    | 私人機構參建居屋計劃 （井型） | 1987年   | 21       | 10（其餘樓層） 9（1樓） 7（地下） | 206            | 關吳黃建築師事務所 | 东芝             | 1    |
| 第5座    | 私人機構參建居屋計劃 （井型） | 1987年   | 20       | 10（其餘樓層） 9（1樓） 7（地下） | 196            | 關吳黃建築師事務所 | 东芝             | 1    |
| 第6座    | 私人機構參建居屋計劃 （井型） | 1987年   | 20       | 10（其餘樓層） 9（1樓） 7（地下） | 196            | 關吳黃建築師事務所 | 东芝             | 1    |
| 第7座    | 私人機構參建居屋計劃 （井型） | 1987年   | 20       | 10（其餘樓層） 9（1樓） 7（地下） | 196            | 關吳黃建築師事務所 | 东芝             | 1    |
| 第8座    | 私人機構參建居屋計劃 （井型） | 1987年   | 20       | 10（其餘樓層） 9（1樓） 7（地下） | 196            | 關吳黃建築師事務所 | 东芝             | 1    |
| 第9座    | 私人機構參建居屋計劃 （井型） | 1987年   | 20       | 10（其餘樓層） 9（1樓） 7（地下） | 196            | 關吳黃建築師事務所 | 东芝             | 1    |
| 第10座   | 私人機構參建居屋計劃 （井型） | 1987年   | 20       | 10（其餘樓層） 9（1樓） 7（地下） | 196            | 關吳黃建築師事務所 | 东芝             | 1    |
| 第11座   | 私人機構參建居屋計劃 （井型） | 1988年   | 28       | 10（其餘樓層） 9（1樓） 7（地下） | 276            | 關吳黃建築師事務所 | 东芝             | 2    |
| 第12座   | 私人機構參建居屋計劃 （井型） | 1988年   | 28       | 10（其餘樓層） 9（1樓） 7（地下） | 276            | 關吳黃建築師事務所 | 东芝             | 2    |
| 第13座   | 私人機構參建居屋計劃 （井型） | 1988年   | 28       | 10（其餘樓層） 9（1樓） 7（地下） | 276            | 關吳黃建築師事務所 | 东芝             | 2    |
| 第14座   | 私人機構參建居屋計劃 （井型） | 1988年   | 28       | 10（其餘樓層） 9（1樓） 7（地下） | 276            | 關吳黃建築師事務所 | 东芝             | 2    |
| 第15座   | 私人機構參建居屋計劃 （井型） | 1988年   | 28       | 10（其餘樓層） 9（1樓） 7（地下） | 276            | 關吳黃建築師事務所 | 东芝             | 2    |
| 第16座   | 私人機構參建居屋計劃 （井型） | 1988年   | 28       | 10（其餘樓層） 9（1樓） 7（地下） | 276            | 關吳黃建築師事務所 | 东芝             | 2    |
| 第17座   | 私人機構參建居屋計劃 （井型） | 1988年   | 28       | 10（其餘樓層） 9（1樓） 7（地下） | 276            | 關吳黃建築師事務所 | 东芝             | 2    |

### 環境
富安花園遠離馬鞍山市中心，附近是大水坑村，環境幽靜。背山面海，單位可看到翠綠山景，在錦泰苑未興建前，大部份向海單位可看到沙田海的海景。富安花園是馬鞍山與西貢之間郊遊路線的熱門起點或終點。
在富安花園商業中心1樓設有香港小童群益會富安兒童中心及圖書館。
在富安商場1樓3號舖設有富安浸信會禧年堂 （页面存档备份，存于） 。

### 學校
富安花園內設有馬鞍山崇真中學、九龍城浸信會禧年小學、威寶中英文幼稚園及威寶國際幼兒學校。
於2000年位處沿岸的錦泰苑落成前，於富安花園内可透過吐露港看見香港中文大學，實現「幼稚園、小學、中學及大學連成一線」。

### 設施
屋苑內設有兒童遊樂場、兩個游泳池、一個室內場館、籃球場、網球場、健體區和卵石路步行徑。而第14至第16座對出設威寶中英文幼稚園。

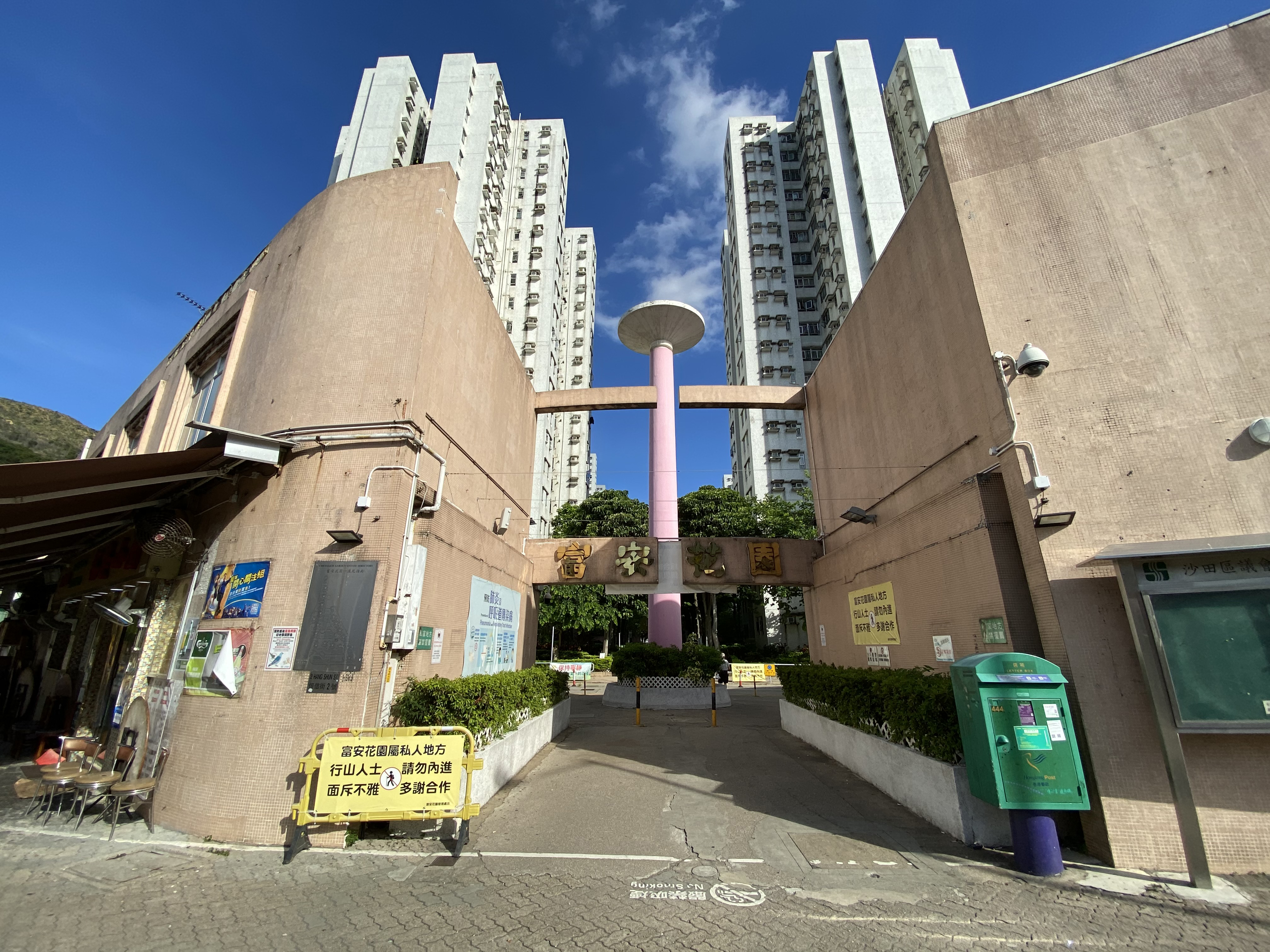
富安花園入口
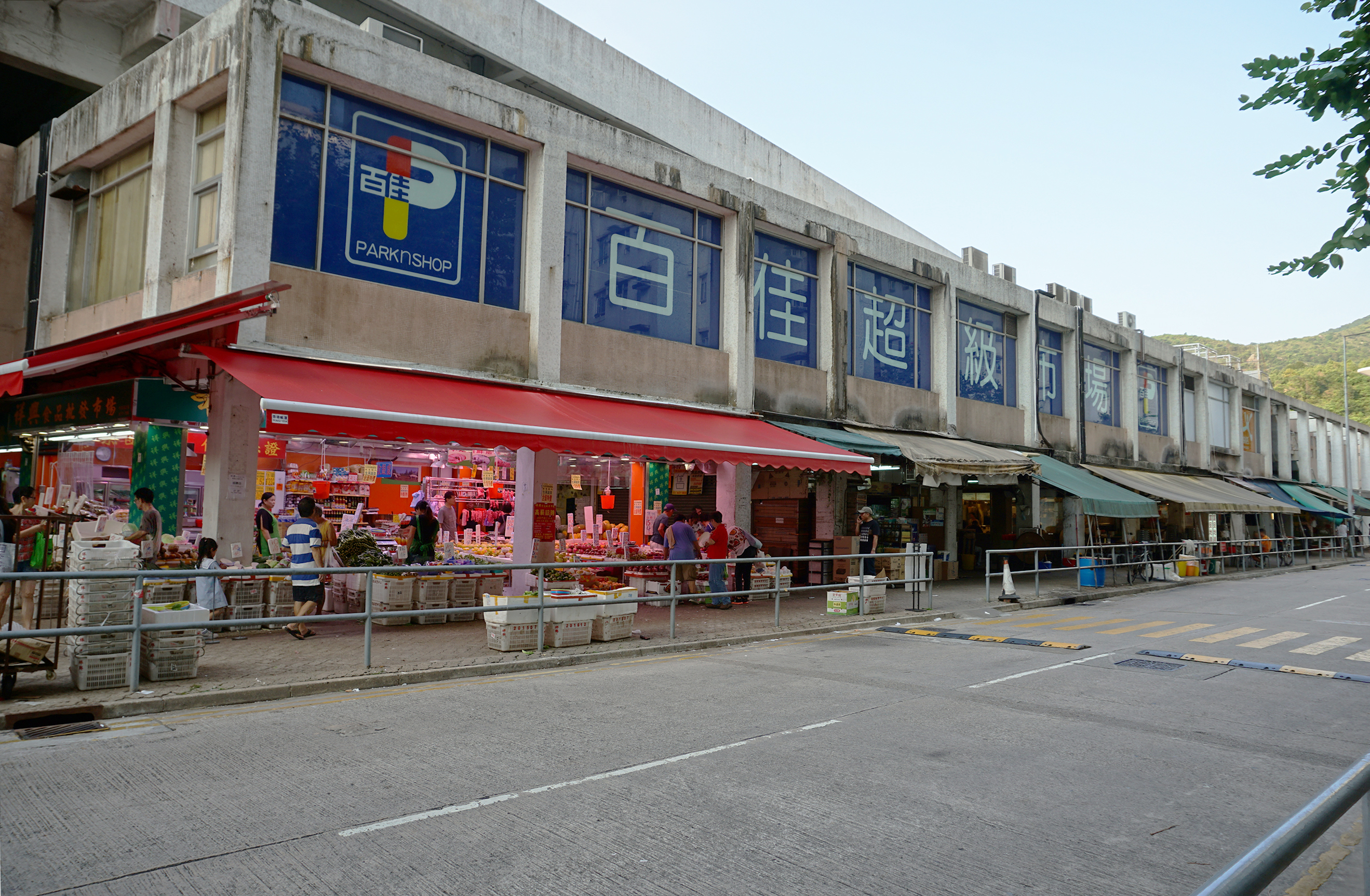
富安花園商場南面
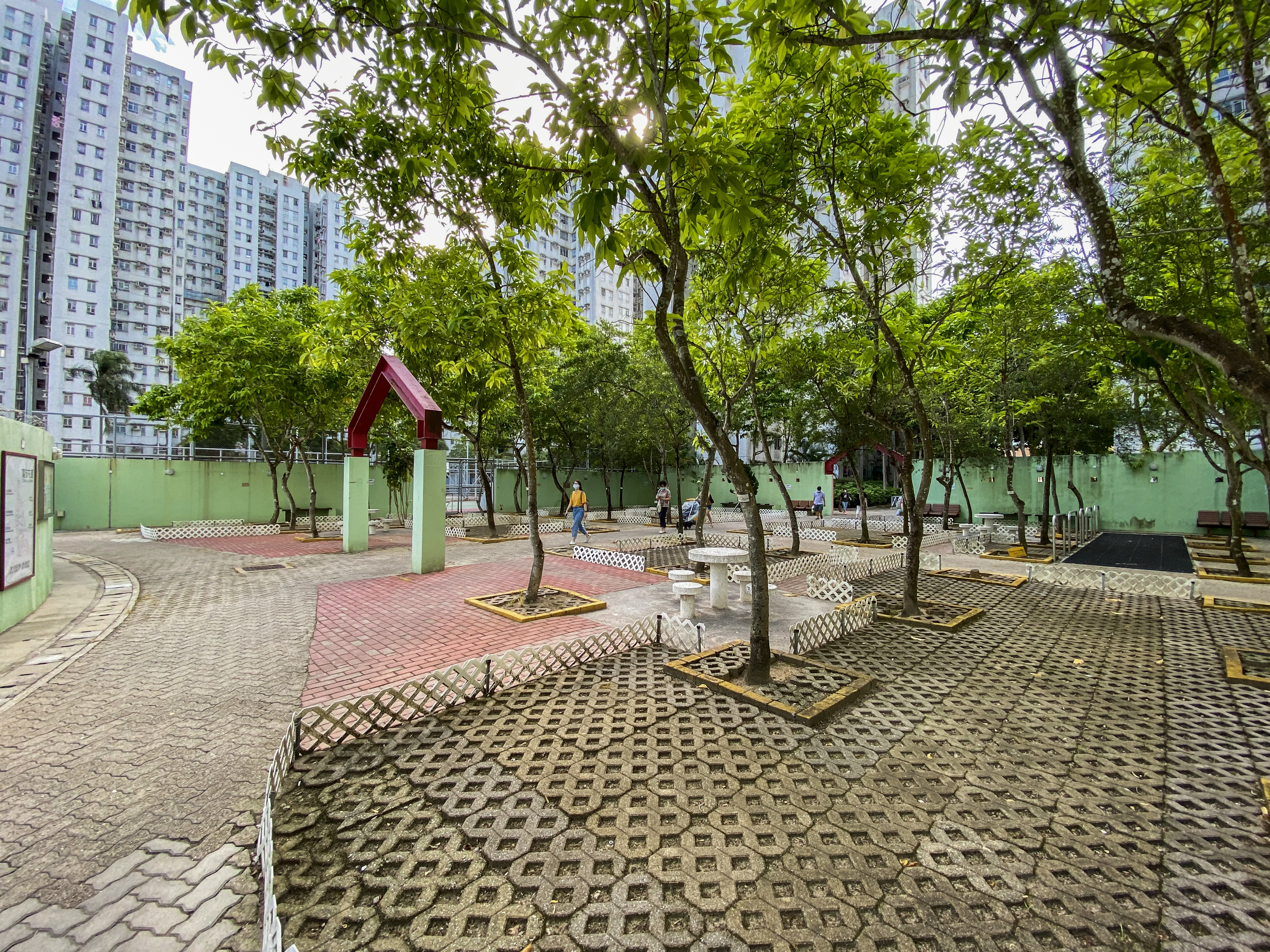
第11座對出的廣場設卵石路步行徑
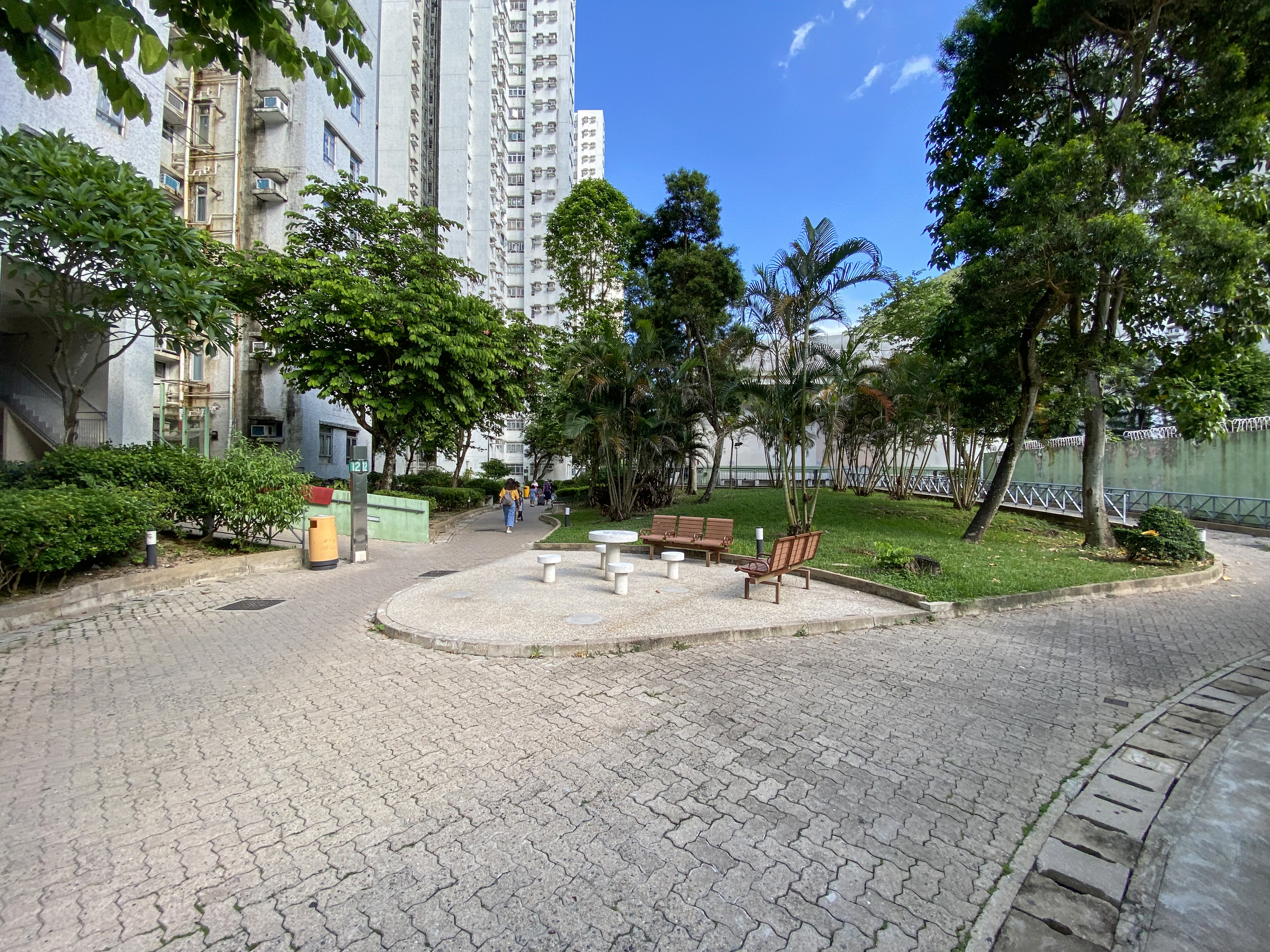
屋苑內的園林
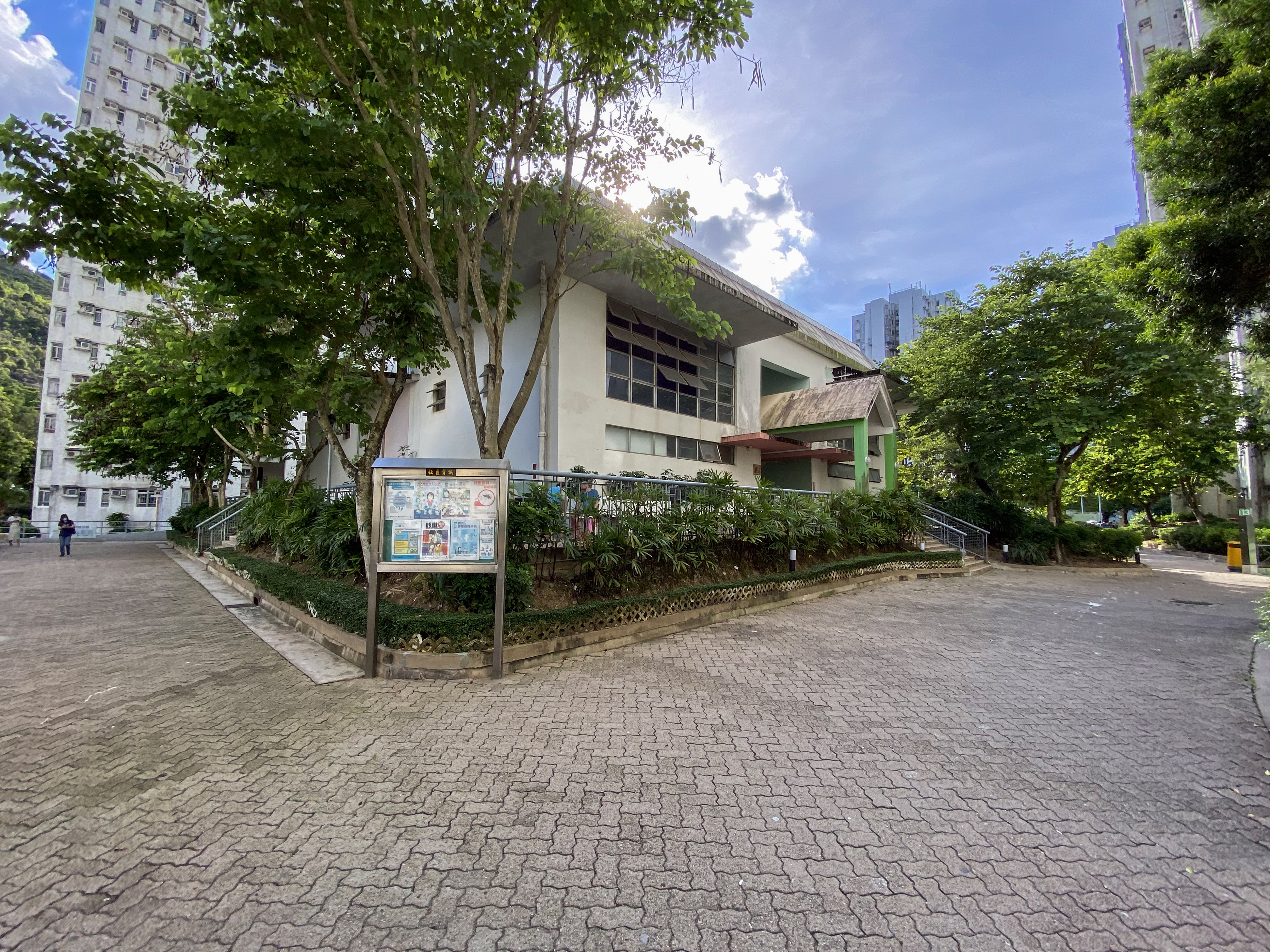
室內場館
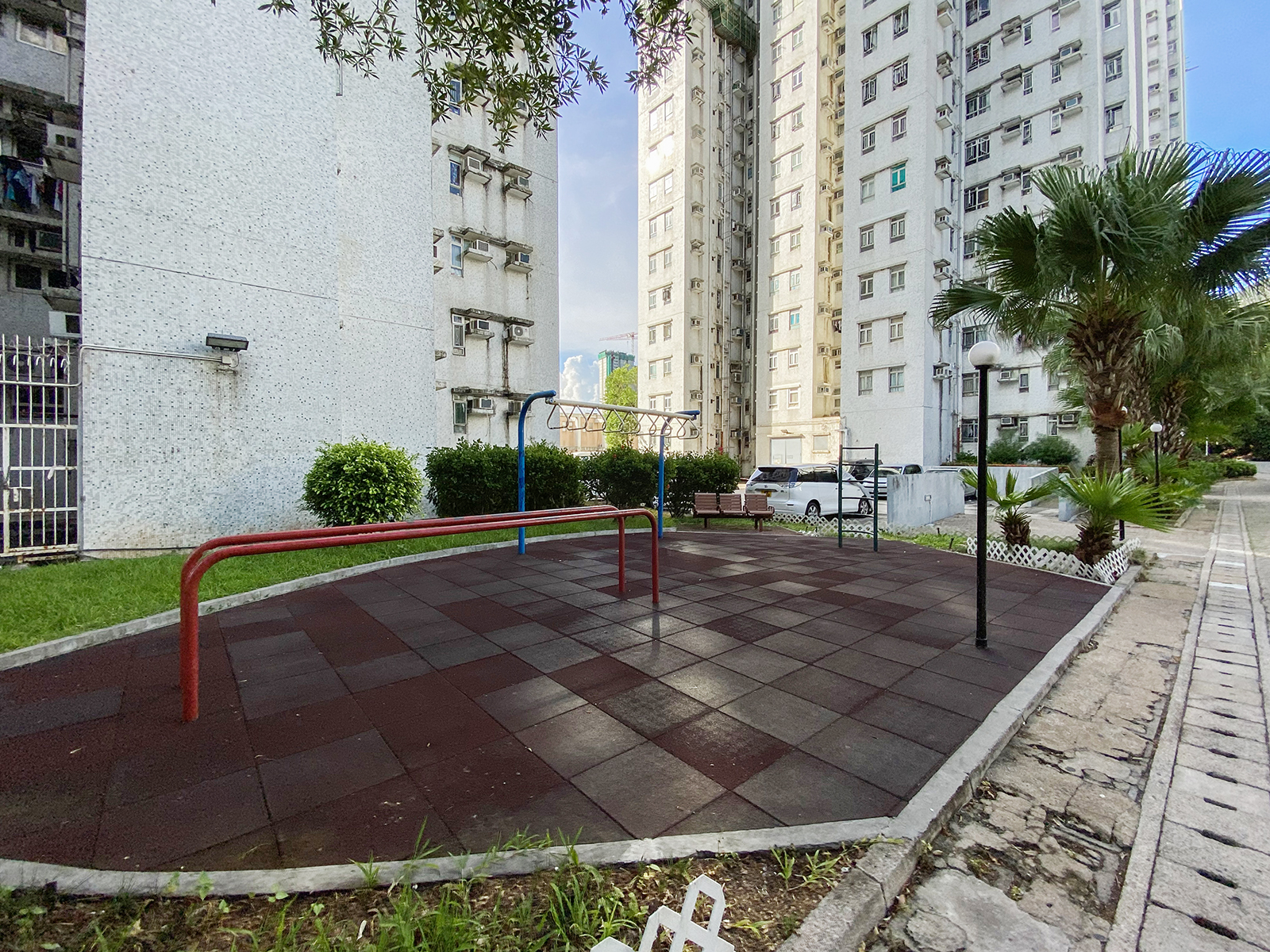
第8座對出的健體區
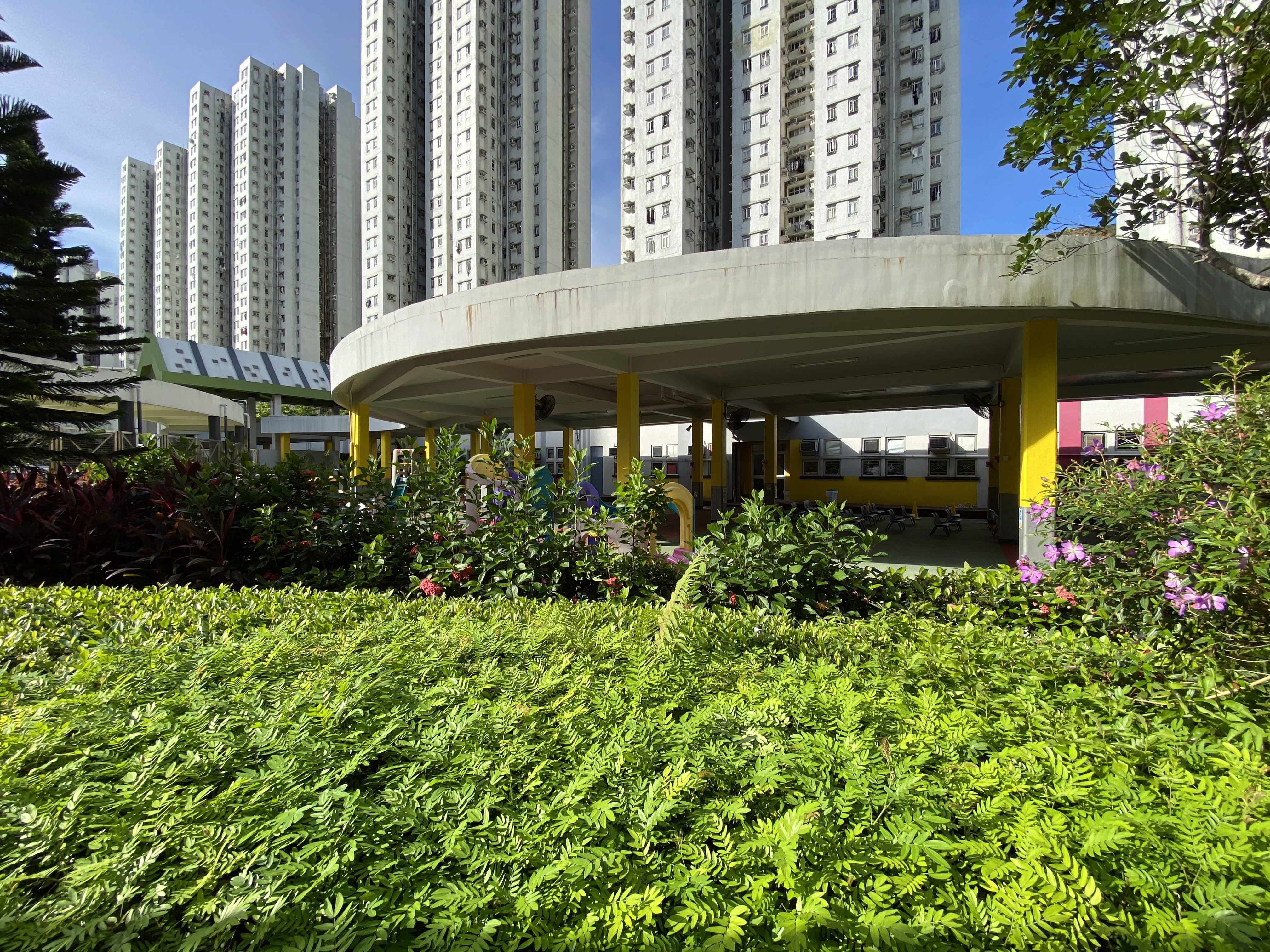
威寶中英文幼稚園
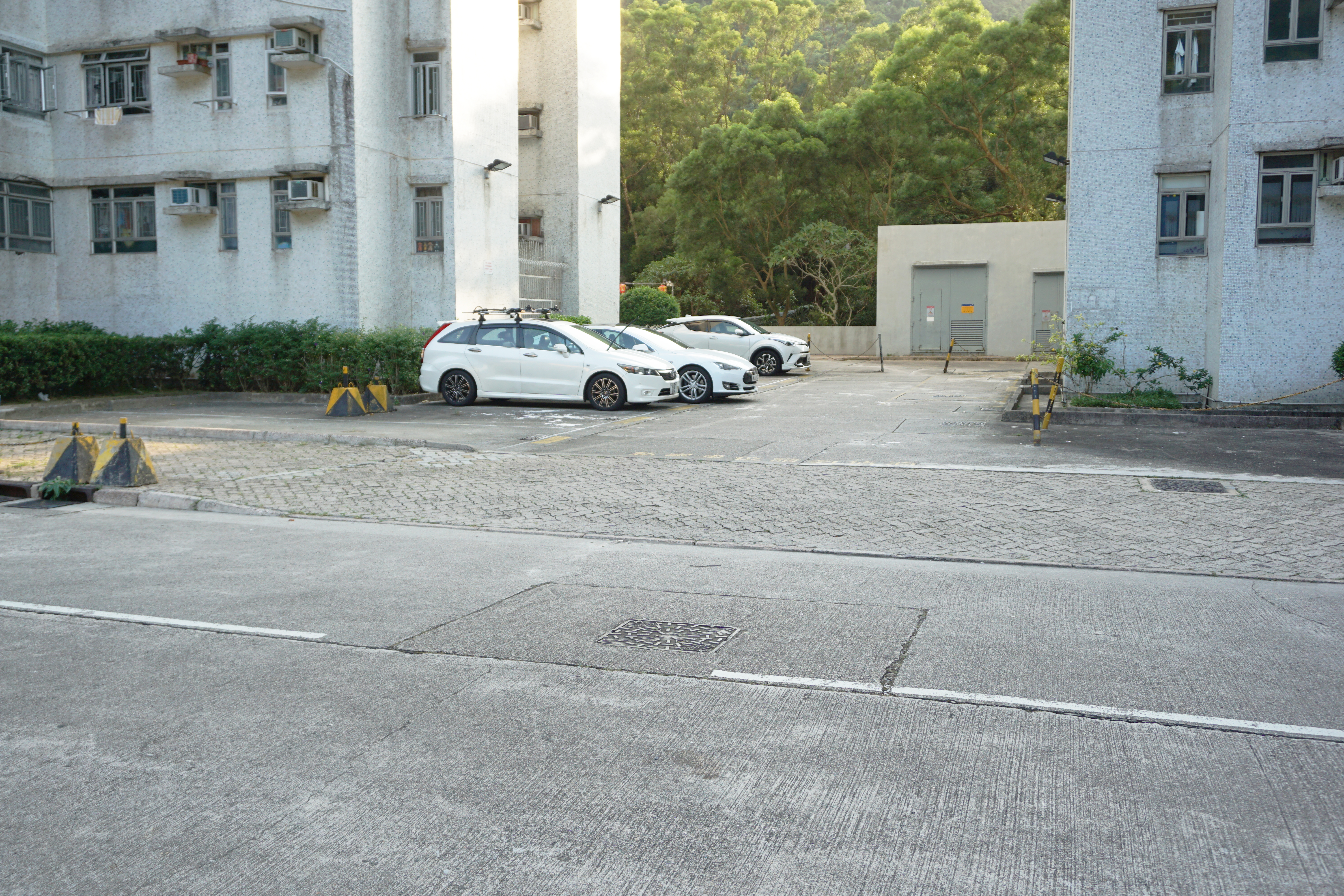
大廈每座地面均設有數個露天車位供業主使用

## 所屬區議會
富安花園在香港區議會中曾屬沙田區議會大水坑選區，由公民黨成員容溟舟擔任當區最後一任區議員。在2023年選舉改革中，選區被併入至沙田東，由姚嘉俊及朱煥釗擔任新選區的首任區議員。
在立法會地區直選當中，則屬於新界東（LC5）選區。

### 前區議員辦事處
- 容溟舟議員：富安花園商場地下18B27號舖／馬鞍山欣安邨欣喜樓地下DB01室[8]

## 天價維修
2016年11月，屋苑維修大廈外牆工程化整為零，不再以整個屋苑外牆維修工程出價，只提供每個單位的外牆維修費用，價錢由23,600至104,300港元不等，業主擔心若全部單位都進行工程，整個工程金額達到1億至4億港元。
2016年12月11日富安花園第四屆業主立案法團正式展開天價維修投票議案，最終投票以大比數否決所有由富安花園第四屆業主立案法團提出工程招標項目。

## 居民組織
- 富安花園保育協會（獨立人仕）（第2屆管理委員會義工）
- 富安花園環境關注組（公民黨-容溟舟議員）（第1屆業主立案法團管理委員會主席-楊炳照先生）
  - 富安花園關注組
- 富欣居民聯會（第2屆管理委員會主席羅月華女仕）
  - 沒有分支
- 富安花園維修關注組
- 富安花園在2012年6月6日成立了由居民組成的梅子林建橋工程義務關注小組，反對興建梅子林行人橋及行人徑工程，為富安花園居民發聲。

業主立案法團管理委員會主席
- 第1屆：楊炳照先生
- 第2屆：羅月華女仕
- 第3屆：何永熔先生（2014年1月19日向業戶發出辭職通知信件）
- 第4屆：謝立鼎先生
- 第5屆：馮永森先生